# Milan Uhrík
Milan Uhrík (* 21. prosince 1984) je slovenský politik, poslanec Evropského parlamentu zvolený za Ľudovou stranu Naše Slovensko. Je bývalým poslancem Národní rady Slovenské republiky za Ľudovou stranu Naše Slovensko, členem zahraničního výboru Národní rady Slovenské republiky, ředitelem úřadu Banskobystrického kraje, dříve IT manažerem a vývojářem, vysokoškolským pedagogem a výzkumným pracovníkem, živnostníkem a jednatelem s.r.o., projektovým manažerem fondů EU, analytikem kapitálových investic a programátorem webových aplikací. Pracoval také jako investiční analytik ve švýcarském Curychu ve společnosti Holcim Group Support.

## Studium a vědecká činnost
Milan Uhrík vyrůstal v Komjaticích u Nitry. V roce 2004 absolvoval Střední průmyslovou školu v Nitře, obor automatizace. Následně vystudoval bakalářský obor Průmyslová informatika na Fakultě elektrotechniky a informatiky Slovenské technické univerzity v Bratislavě. V roce 2007 absolvoval stáž na Hutnicko-chemické fakultě Univerzity v Bělehradě a stáž na Vysoké škole techniky, obchodu a designu v německém Wismaru. Inženýrské studium na Ústavu řízení a průmyslové informatiky Slovenské technické univerzity v Bratislavě ve studijním programu Kybernetika ukončil v roce 2009; souběžně (2005–2009) studoval obor Světová ekonomika, finanční management a ekonomika podniku na Ústavu managementu Slovenské technické univerzity v Bratislavě.
V roce 2012 ukončil doktorské studium na Ústavu energetiky a aplikované elektrotechniky FEI STU v Bratislavě s nulovým h-indexem. Publikoval více než 3 (Scopus) vědecké a odborné publikace. Pracoval na Slovenské technické univerzitě v Bratislavě (2011–2014) jako projektový manažer fondů EU a později (2010–2015) působil jako vysokoškolský pedagog na Slovenské technické univerzitě v Bratislavě.

## Politická činnost
V letech 2010–2012 byl členem Novej Generácie, mládežnické organizace strany SDKÚ-DS. V tomto období měl být Uhrík také členem strany SDKÚ-DS, sám se k tomu však nevyjadřuje. V komunálních volbách v listopadu 2010 neúspěšně kandidoval za SDKÚ-DS na post zastupitele v obci Komjatice. Od roku 2014 působí ve strukturách strany ĽSNS.
V parlamentních volbách 5. března 2016 byl zvolen poslancem Národní rady Slovenské republiky, získal 10 568 preferenčních hlasů, což mu vyneslo 5. místo ze 14 zvolených poslanců za nacionalistickou stranu ĽSNS.
Dne 7. srpna 2017 oznámil, že bude kandidovat na post hejtmana Nitranského kraje. Hejtmanem Nitranského kraje zvolen nebyl, skončil na třetím místě s 15,36 %. Byl zvolen poslancem Nitranského kraje za volební obvod č. 3 (Nitra). Kromě Mariana Kotleby byl jediným zvoleným krajským zastupitelem za svou stranu.
Ve volbách do Evropského parlamentu 2019 byl zvolen europoslancem za stranu ĽSNS. Ze 14. místa na kandidátce se ziskem 42 779 preferenčních hlasů přeškrtl na 1. místo.
Dne 19. srpna 2019 se vzdal mandátu poslance Nitranského kraje z důvodu zvolení europoslancem.
V lednu 2021, údajně v reakci na změnu stanov strany ĽSNS ve prospěch centralizace moci v rukou Mariana Kotleby, vystoupil spolu s dalšími pěti poslanci ze strany. V březnu 2021 Uhrík spolu s dalšími přeběhlíky z ĽSNS převzal stranu Hlas lidu Petra Marčeka (dříve Hnutí za demokracii) a transformoval ji na hnutí Republika, jehož se následně stal předsedou.